# Moambe

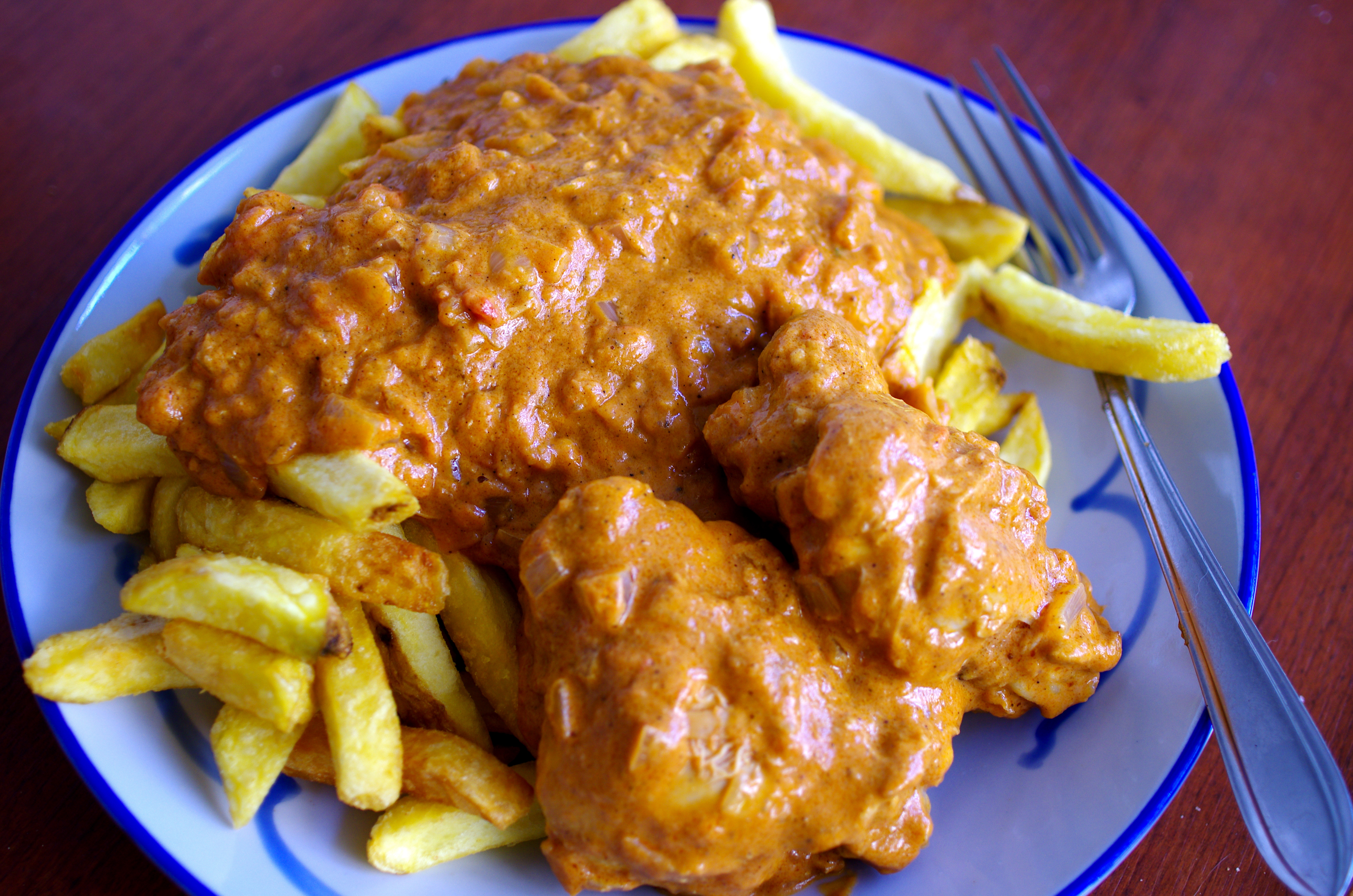
Moambe met kip en frietjes

Moambe is een Congolees gerecht. De bestanddelen zijn:
palmnoten,
kip,
gedroogde vis,
gemalen aardnoten,
rijst,
maniokbladeren (saka saka of sombe),
bakbananen,
pili pili in een pikante saus.
De palmnoten worden eerst gekookt en vervolgens fijngestampt. Daarna wordt de pulp vermengd met water, gezeefd en opnieuw gekookt. Het eindresultaat is een soort tapenade.
Het fijnstampen of vermalen van de bladeren van de cassaveplant, die vervolgens wordt gekookt, heet saka saka.